# Серебряная Немезида
Серебряная Немезида (англ. Silver Nemesis) — третья серия двадцать пятого сезона британского научно-фантастического телесериала «Доктор Кто», состоящая из трёх эпизодов, которые были показаны в период с 23 ноября по 7 декабря 1988 года.

## Сюжет
Доктор и Эйс посещают Англию в 1988 году, где трое фракций: киберлюди, группировка неонацистов и волшебница из XVII века Леди Пейнфорт, пытаются получить контроль над статуей из живого металла, валидиума, созданной Рассилоном для защиты Галлифрея.
Статуя состоит из трех частей: лука, стрелы и самой фигуры - они должны быть принесены вместе, чтобы статую активировалась. Они были разделены с 1638 года, когда Доктор, чтобы помешать Пейнфорт, запустил фигуру на орбиту, заключив ее в астероид.
Астероид приближается к Земле каждые 25 лет, каждый раз приближая собой несчастья, и в 1988 году падает у Виндзорского Замка.
Доктор стравливает три фракции друг с другом и в конце концов сдается Кибер-лидеру. Однако это все оказывается лишь частью плана Доктора, и статуя уничтожает весь флот киберлюдей.

## Трансляции и отзывы
| Эпизод            | Дата показа    | Продолжительность | Телезрители (в миллионах) |
| ----------------- | -------------- | ----------------- | ------------------------- |
| «Часть 1»         | 23 ноября 1988 | 24:31 (29:07)     | 6,1                       |
| «Часть 2»         | 30 ноября 1988 | 24:12 (25:49)     | 5,2                       |
| «Часть 3»         | 7 декабря 1988 | 24:36 (29:13)     | 5,2                       |
| [ 2 ] [ 3 ] [ 4 ] |                |                   |                           |

Вторая и третья части серии вышли в Новой Зеландии единым блоком 25 ноября 1988 года, раньше, чем в Великобритании.

## Факты
- Первый эпизод серии вышел 23 ноября 1988 года, на 25-летие сериала. К этому событию (серебряный юбилей) отсылает название серии.
- В этой серии состоялось последнее появление киберлюдей в классическом сериале.
- Николас Кортни сыграл в камео одного из посетителей в очереди в Виндзорский Замок.
- Последняя роль на телевидении 72-летнего немецкого актёра Антона Диффринга.